# IC 4292
IC 4292 ist eine Spiralgalaxie vom Hubble-Typ S im Sternbild Wasserschlange. Sie ist schätzungsweise 384 Millionen Lichtjahre von der Milchstraße entfernt.

Im selben Himmelsareal befinden sich u. a. die Galaxien PGC 751463, PGC 47955.
Das Objekt wurde am 4. Mai 1904 von Royal Harwood Frost entdeckt.